# Museo de Etnología de Castellón
El Museo de Etnología de Castellón (en valenciano: Museu d'Etnologia de Castelló) es un museo etnológico que depende del Ayuntamiento de Castellón de la Plana situado en la ciudad española de Castellón de la Plana. Permite descubrir los oficios y el modo de vida de la ciudad durante los siglos XIX y XX y cuenta con más de 2000 piezas.
Desde 2007 el museo se encuentra en la Casa Matutano, una casa señorial del siglo XVIII con planta baja y tres pisos, y que fue sede de la Societat Castellonenca de Cultura y donde se redactaron las Normas de Castellón. Anteriormente el museo se encontraba en la ermita de sant Jaume de Fadrell.
En la planta baja del museo se exponen elementos de varias fiestas tradicionales, como la del Corpus o la Romería de las Cañas durante las Fiestas de la Magdalena y cuenta con espacio para las exposiciones temporales. En la primera planta se muestran oficios tradicionales urbanos y sus utensilios, mientras que la segunda planta está dedicada a los oficios del campo. En la tercera planta se muestra cómo eran las casas y la indumentaria tradicionales de la ciudad.